# 喜马拉雅鹿藿
喜马拉雅鹿藿（学名：Rhynchosia himalensis）为豆科鹿霍属下的一个种。

## 扩展阅读
- 維基物種上的相關：喜马拉雅鹿藿